# علم عبر مؤتمر صحفي
العلم من خلال المؤتمرات الصحفية أو العلم من خلال البيانات الصحفية هو ممارسة يولي فيها العلماء تركيزًا غير عادي على نشر نتائج البحث في وسائل الإعلام الإخبارية من خلال المؤتمرات الصحفية أو البيانات الصحفية. وعادةً ما يُستخدم المصطلح بازدراء، للإشارة إلى أن الباحثين عن الدعاية يروجون لادعاءات ذات قيمة علمية مشكوك فيها، مستخدمين وسائل الإعلام لجذب الانتباه حيث من غير المرجح أن يحظوا بموافقة المجتمع العلمي.